# الرابطة الإسلامية في الصين

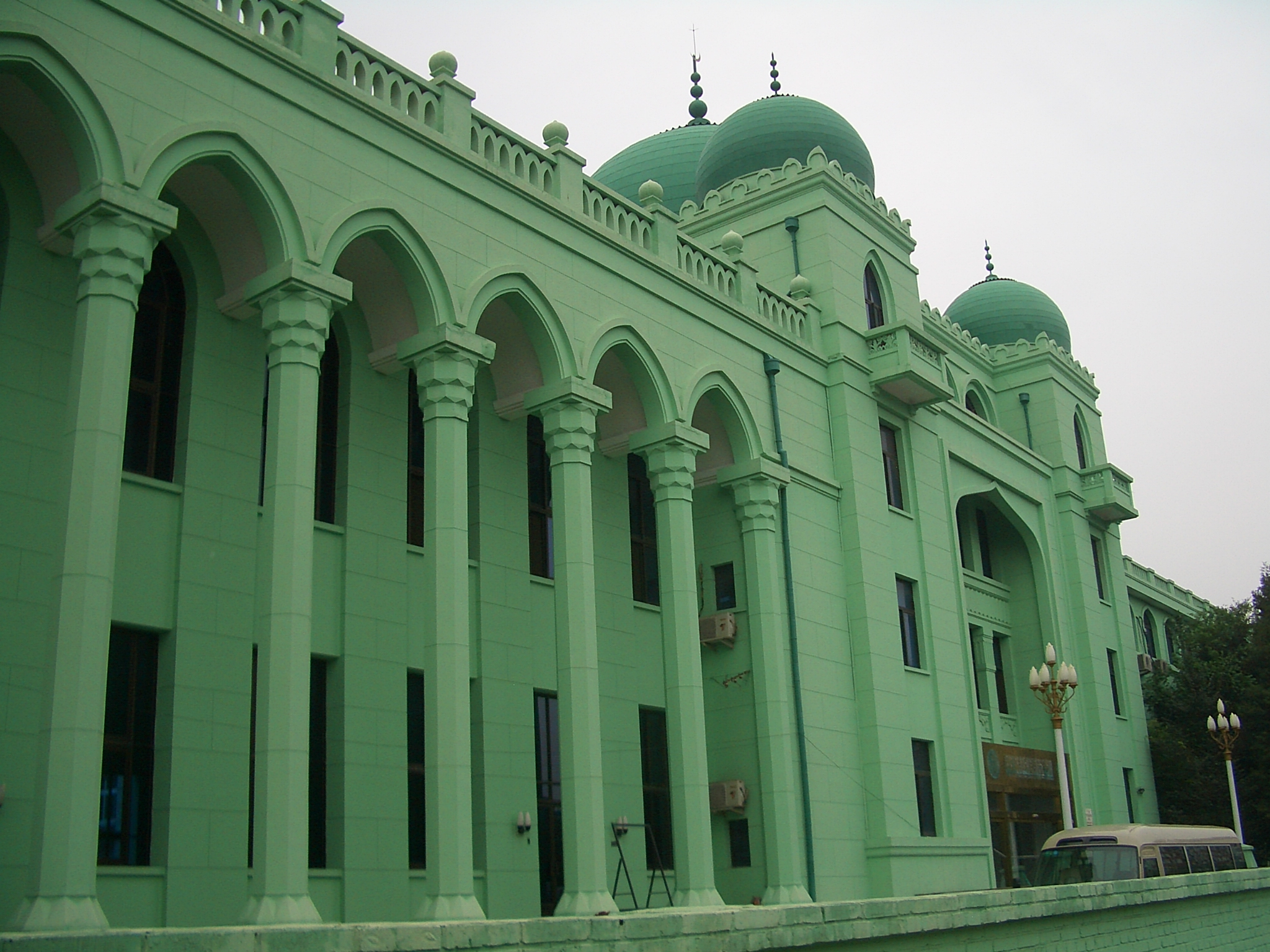
الرابطة الإسلامية في الصين.

تقوم الرابطة الإسلامية في الصين بتمثيل المسلمين في جميع أنحاء الصين. حضر اجتماعها الافتتاحي في 11 مايو 1953 في بكين، ممثلون من 10 قوميات صينية.
أهدافها وواجباتها المعلنة هي: مساعدة الحكومة في تطبيق سياسات الحريات الدينية، المضي قدما في تنفيذ تعاليم الإسلام، الاعتزاز بالوطن الأم، توحيد المسلمين في المشاركة في البناء الاشتراكى للوطن الأم، العمل على بناء علاقات ودية مع المسلمين في الدول الأخرى، الحفاظ على السلام في العالم، جمع وحفظ معلومات تاريخية عن الإسلام، وما إلى ذلك. مجلس إدارتها هو المؤتمر الوطني. مقرها في بكين.